# Simon Pytlick
Simon Bogetoft Pytlick (Thurø, 2000. december 11. –) olimpiai és világbajnok dán válogatott kézilabdázó, az SG Flensburg-Handewitt játékosa.

## Pályafutása
Simon Pytlick édesapja, Jan Pytlick szövetségi kapitányként a dán női válogatottat olimpiai bajnoki címre vezette 2000-ben és 2004-ben. Édesanyja, Berit Bogetoft dán válogatott kézilabdázó.
Pytlick 2012-ben a GOG Håndbold utánpótlás csapataiban kezdett kézilabdázni, a felnőtt csapatnak 2019 óta tagja. 2019-ben már a Bajnokok Ligájában is bemutatkozhatott, első mérkőzésén az IFK Kristianstad ellen három gólt szerzett. A következő szezonban csapattársa, Emil Lærke sérülése miatt nagyobb szerep hárult rá, 22 bajnoki mérkőzésen 97 gólt ért el. A csapat meghatározó játékosa a 2021–2022-es szezonban lett, 77 találatával az Európa Ligában csapata második leggólerősebb játékosa volt. A szezon végén pedig dán bajnoki címet szerzett a GOG Håndbold csapatával, amely 15 év után tudott újra bajnoki címet nyerni.
Részt vett a 2017-es magyar rendezésű Európai Ifjúsági Olimpiai fesztiválon. 2018-ban az ifjúsági Európa-bajnokságon, majd a 2019-es ifjúsági világbajnokságon is bronzérmes lett.
A dán felnőtt válogatottban 2021 novemberében mutatkozott be egy Norvégia elleni Golden League mérkőzésen. Első világeseménye a 2023-as világbajnokság volt, amelyen csapata második legeredményesebb góllövőjeként 51 találattal segítette csapatát világbajnoki címhez. A tornán bekerült az All-Star csapatba is. A 2024-es párizsi olimpián tagja volt a győztes dán csapatnak. 54 gólt szerzett, amivel a góllövőlista harmadik helyén végzett. Balátlövőként bekerült a torna All-Star csapatába is. A 2025-ös világbajnokságon lőtt 50 góljával a góllövőlista negyedik helyén végzett és az All-Star csapatba is beválasztották.

## Sikerei, díjai
- Olimpia: 2024
- Világbajnok: 2023, 2025
- Európa-bajnokság: ezüstérmes: 2024
- Dán bajnokság győztese: 2022, 2023

- All-Star csapat tagja olimpián: 2024
- All-Star csapat tagja világbajnokságon: 2023
- A dán bajnokság All-Star csapatának tagja: 2022, 2023[12]
- Az év dán kézilabdázója: 2022[13]